# Великий Церовець
Великий Церовець (словен. Veliki Cerovec) — поселення в общині Ново Место, регіон Південно-Східна Словенія, Словенія. Висота над рівнем моря: 463,8 м.